# Burtonsville (Maryland)
Burtonsville es un lugar designado por el censo ubicado en el condado de Montgomery en el estado estadounidense de Maryland. En el año 2010 tenía una población de 8323 habitantes y una densidad poblacional de 404,03 personas por km².

## Geografía
Burtonsville se encuentra ubicado en las coordenadas 39°6′27″N 76°56′3″O / 39.10750, -76.93417.

## Demografía
Según la Oficina del Censo en 2000 los ingresos medios por hogar en la localidad eran de $73,241 y los ingresos medios por familia eran $76,862. Los hombres tenían unos ingresos medios de $52,003 frente a los $41,133 para las mujeres. La renta per cápita para la localidad era de $26,614. Alrededor del 2.5% de la población estaba por debajo del umbral de pobreza.